# Kessen III
Kessen III (決戦III, Kesen Suri) é um jogo eletrônico do PlayStation 2 produzido pela Koei e é baseado na vida de Nobunaga Oda. Novos relançamentos ficaram disponíveis posteriormente no Japão como; 決戦III (Kesen Suri) TREASURE BOX em 22 de Dezembro de 2004 que continha álbum de fotos e outros brindes, Reprint uma versão reprintada em 1 de Dezembro de 2005 e a versão The Best em 14 de Setembro de 2006.

## Contexto histórico
A armação do tempo do jogo está rudemente entre os anos 1560 à 1590. Ao contrário de muitas histórias e retratos que o representam como um vilão ou demônio, Nobunaga é representado em uma luz mais virtuosa e enfim trágica, fazendo Kessen III bastante excepcional em relação a outros videojogos baseados na mesma era. É fortemente fantasioso e romantizado o retrato da sua vida, embora diferentemente de jogos como a série da Samurai Warriors ele entre em detalhes históricos mais específicos. Por exemplo, a existência do xogunato Ashikaga e a relação de Nobunaga é coberta neste lugar mas completamente omissa dos jogos Samurai Warriors.
O jogo pinta um quadro positivo da vida de Nobunaga, e logo entra um "E Se" o cenário que mostra o que poderia ter acontecido se ele tivesse sobrevivido à traição de Mitsuhide Akechi. Ele mostra Nobunaga ganhando sua base de poder, e logo derrotando as forças do xogunato liderados pelo clã Akechi e outros clãs do Japão Ocidental nas costas de Kyushu, e Nobunaga presumivelmente se torna o novo líder.
Ieyasu Tokugawa está neste jogo, mostrado como um aliado de boas maneiras brando e dedicado a Nobunaga, mas é mostrado enfurecido quando descobre que Nobunaga sobrevive à traição, acreditando que ele ia executar o destino de Nobunaga. Hideyoshi Toyotomi também é mostrado, sob do nome de Hideyoshi Hashiba. O seu carisma improvável inspira as suas tropas depois que lhe dizem injustamente da morte de Nobunaga, e isso leva o seu amigo a comentar, "Talvez ele fosse aquele que uniria o Japão, se o Lorde Oda estivesse morto."
O jogo também o deixa lutar batalhas contra outros daimyos notáveis, como Kenshin Uesugi e Shingen Takeda.
Há certo nível da inexatidão, devido não só ao elemento de fantasia, mas também devido à aparição de Musashi Miyamoto, que não estava vivo ainda quando Nobunaga cometeu seppuku.

## Jogabilidade
Kessen III refina a mecânica dos jogos prévios até além disso introduzindo novos elementos principais. O fluxo do jogo começa com o jogador que seleciona uma missão daqueles disponíveis no mapa. Depois de ser informado nos detalhes da missão, o jogador então seleciona que unidades trazer na batalha antes de emitir ordens básicas. Durante a própria batalha, o jogador está no controle de uma unidade individual e pode trocar entre unidades amistosas em qualquer momento, enquanto outras unidades são controladas pela inteligência artificial. A batalha começa quando as unidades amistosas e inimigas encontram um a ou outro e a saúde da unidade é medida pelo número de tropas que permanecem na unidade. As tropas também tem habilidades específicas relacionadas ao seu determinado tipo (cavalaria, lanceiros, ninja, etc.) e os oficiais podem aprender habilidades especiais poderosas e capacidades como estratégias defensivas ou atacar com magia que pode virar o jogo da batalha.
Todos os oficiais têm o acesso a uma habilidade especial chamada "Rampage". Quando usado, a ação amplia em volta daquele oficial, e o jogador introduz uma mini-batalha curta, determinada contra tropas de uma unidade inimiga. Durante um alvoroço, o jogador pode ganhar experiência bônus, ouro, e restaurar tropas perdidas à unidade buscando os itens próprios deixados por soldados derrotados. Depois que 100 soldados são derrotados, o oficial da unidade inimiga aparece, e se o jogador puder derrotá-lo, o oficial no controle do jogador pode receber bônus até novos.
As batalhas terminam quando o objetivo primário foi realizado. Esses objetivos podem incluir destruir todas as unidades inimigas, destruindo um objetivo específico, escoltando uma unidade a uma determinada posição, ou fazendo uma fuga. Os graus na realização na batalha são dados no fim de cada etapa, e são baseados em quantos oficiais inimigos foram derrotados, o número de oficiais amistosos foram guardados na batalha, e o uso eficaz de habilidades de grupo. Os melhores graus produzem itens que podem ser usados para equipar oficiais amistosos, ou ouro para comprar tais itens de comerciantes entre batalhas. As batalhas são tipicamente perdidas quando a unidade de Nobunaga é derrotada, o tempo esgota-se, ou uma exigência de missão especial não pode ser concluída.

## Cinemáticas
A linha de enredo de Kessen III é muito detalhada e faz o uso freqüente de seqüências cinemáticas renderizadas usando tanto os gráficos do jogo e vídeo em Full Motion. Essas seqüências são tipicamente jogadas na partida e o fim de cada capítulo, antes e depois de batalhas, e durante os eventos especiais que se realizam durante o curso de uma luta. E mais de 130 minutos de animação em CG.

## Personagens principais
- Nobunaga Oda - O protagonista heroíco.
- Mitsuhide Akechi - Um salvador misterioso que vira inimigo..
- Lady Kicho - Princesa da província Mino e esposa de Nobunaga.

### Forças de Nobunaga
- Hideyoshi Hashiba - Originalmente um camponês denominado "Tokichiro Kinoshita", ele conseqüentemente se torna um dos oficiais mais leais de Nobunaga.
- Ieyasu Tokugawa - Amigo leal deNobunaga, e daimyo do Clã Tokugawa.
- Tadakatsu Honda - O mais grande guerreiro de Tokugawa.
- Yoshinari Mori, Ranmaru Mori, Nagayoshi Mori - uma família de atendentes leais a Nobunaga que servem a ele depois da morte do seu predecessor.
- Toshiie Maeda - Um atendente que servia a Nobunaga desde o início. Ele age como um kabukimono cômico.
- Nagahide Niwa - Um atendente reservado e cuidadoso de Oda. Muitas vezes referido como "Samurai Batata" por Toshiie.
- Katsuie Shibata - O antigo traidor de Oda que se deserta e se torna depois um dos atendentes leais de Nobunaga.
- Yoshino - Uma jovem garota que tem a habilidade de prever o tempo.
- Amalia Van Kyre - Uma estrangeira dos Países Baixos. Ela é uma representação imaginária do holandês deslocado pelas guerras contra a Espanha.
- Dominico Sanchez - Um mercenário português sob Nobunaga. Como Amalia, ele é também um personagem imaginário baseado em comerciantes portugueses reais e mercenários.
- Murashige Araki - No Início um oficial Oda mas realmente ajudava o clã Mouri desde o início.
- Ittetsu Inaba - Antigo membro do Mino Três e antigo atendente de Tatsuoki Saitō agora sob Nobunaga.
- Hanbei Takenaka - Um mestre estrategista comparável com Zhuge Liang da era dos Três Reinos da China.
- Hanzō Hattori - Um ninja Iga que serve Oda (Historicamente ele serve o Tokugawa).
- Sessai Taigen - Uma vez um oficial de Yoshimoto Imagawa mas o traiu para unir-se a Nobunaga.
- Shikanosuke Yamanaka - Um homem que foi resgatado do clã Mouri por Nobunaga e ofereceu seus serviços a Oda.
- Tenkai Nankobo - Um homem budista doCastelo Shoryuji que se une a Oda depois de aceitar a oferta de Yoshino de recrutamento.
- Goemon Ishikawa - Um ladrão que uma vez tinha uma conexão ao Takeda e uniu-se a Oda com esperança de enriquecer.
- Sakon Shima - Um atendente de Matsunaga que depois se une às forças de Oda.
- Takatora Tōdō - Antigo oficial de Hisahide Matsunaga que posteriormente se une às forças de Oda
- Saizo Kani - Outrora um oficial de Hisahide Matsunaga como Sakon Shima antes dele ele se uniu a Oda para conquistar o mundo.
- Joki Kaisen - Antigo general de Shingen Takeda e agora trabalha para Oda depois que Shingen morreu.
- Masanori Fukushima - Amigo de Kato Kiyomasa e ele se uniu a Oda depois de ver Hideyoshi pela primeira vez.
- Kiyomasa Katō - Amigo de Masanori Fukushima como seu amigo antes dele, ele se une a Oda.
- Ginchiyo Tachibana - Uma admiradora de Kicho que se une a Nobunaga.
- Omatsu- Uma mulher reverente que une forças a Nobunaga se Toshiie tomar o campo.
- Muneyoshi Yagyū - Um oficial de Matsunaga que se une a Oda para ajudá-lo a derrubar Ashikaga.
- Musashi Miyamoto - Um oficial Mouri até que ele foi morto em sua rota de fuga das Kizukawaguchi com Terumoto Mouri por Nobunaga e se juntasse com ele para ajudar a tirar as seitas de Osaka.
- Masamune Date - O dragão de um olho só de Ōshū que uma vez ajudou Ujimasa Hōjō a matar Ieyasu mas então se aliou ao clã Oda seus atendentes também se rebelaram contra Hōjō.
- Keiji Maeda - Keiji é um personagem somente disponível para aqueles que possuem uma gravação de Samurai Warriors no memory card. Ele é selvagem mas ainda um forte guerreiro.
- Inahime (Ina) - Filha de Tadakatsu Honda e arqueira habilidosa. Ela e somente disponível aos jogadores que possuem uma gravação de Samurai Warriors: Xtreme Legends no memory card.

### Outras forças
- Yoshiaki Ashikaga - O quadragésimo Xogun Ashikaga e principal vilão.
- Tatsuoki Saitō - Um inimigo implacável de Nobunaga e parente de Kicho.
- Matsunaga Hisahide - Um daimyo que regularmente desafia e deprecia a ambição de Nobunaga.
- Nagamasa Azai - O daimyo do clã Azai, marido da irmã de Nobunaga Lady Oichi.
- Shingen Takeda - O daimyo do clã Takeda.
- Kenshin Uesugi - O daimyo do clã Uesugi, como Shingen Takeda ele é mostrado como um plácido militar genial.
- Nobukiyo Oda - Primo de Nobunaga Oda.
- Kagekatsu Uesugi - Sobrinho de Kenshin Uesugi e amigo próximo de Kanetsugu Naoe.
- Sandayu Momochi - O líder do clã ninja de Iga, de onde Hanzo Hattori veio.
- Fujinaga Isshiki - Membro do xogunato Ashikaga e sempre esteve por perto de Yoshiaki.
- Fujitaka Hosokawa - Um mebro do xogunato Ashikaga eternamente fíel a ele.
- Yoshikage Asakura - O daimyo do clã Asakura Clan e aliado de Nagamasa Azai
- Katsuyori Takeda - Filho e herdeiro de Shingen Takeda
- Yoshimoto Imagawa - O daimyo do clã Imagawa.

## Batalhas maiores
- Okehazama (1560)
- Inabayama (1567)
- Anegawa (1570)
- Odani (1573)
- Nagashino (1575)
- Fall of Matsunaga (1577)
- Kizukawaguchi (1577)